# Liste der Monuments historiques in Borest
Die Liste der Monuments historiques in Borest führt die Monuments historiques in der französischen Gemeinde Borest auf.

## Liste der Bauwerke
| Bezeichnung                  | Beschreibung                  | Standort | Kennzeichnung | Schutzstatus | Datum | Bild           |
| ---------------------------- | ----------------------------- | -------- | ------------- | ------------ | ----- | -------------- |
| Ehemaliges Priorat           |                               | (Lage)   | PA00114538    | Inscrit      | 1930  | weitere Bilder |
| Kirche St-Martin             | Erbaut im 15./16. Jahrhundert | (Lage)   | PA00114536    | Inscrit      | 1930  | weitere Bilder |
| Menhir La Queue de Gargantua |                               | (Lage)   |               | Classé       | 1944  | weitere Bilder |

## Liste der Objekte
| Bezeichnung              | Beschreibung                           | Standort                       | Kennzeichnung | Schutzstatus | Datum | Bild |
| ------------------------ | -------------------------------------- | ------------------------------ | ------------- | ------------ | ----- | ---- |
| Kredenz im Stil Louis XV | Eichenholz, Mitte des 18. Jahrhunderts | in der Kirche St-Martin (Lage) | PM60000353    | Classé       | 1912  |      |
| Hochrelief Kreuzabnahme  | Holz, 14. Jahrhundert                  | in der Kirche St-Martin (Lage) | PM60000351    | Classé       | 1913  |      |
| Weihwasserbecken         | Kupfer, 16. Jahrhundert                | in der Kirche St-Martin (Lage) | PM60000352    | Classé       | 1912  |      |